# 弘治の内乱
弘治の内乱（こうじのないらん）は、弘治元年（1555年）から永禄3年（1560年）頃まで能登国において続いた合戦。

## 内容
能登畠山家で実権を握っていた温井総貞を排除しようと、畠山義綱が暗殺したことにこの合戦の原因があると言われる。温井氏と温井氏と縁が深い三宅氏は、総貞の暗殺に義綱に対して挙兵したのが弘治元年（1555年）である。温井氏らは、畠山一族の畠山晴俊（はたけやま はるとし）
を当主として擁立し、加賀一向一揆を頼りとして合戦を展開する。

### 1555年～1558年春
しかし、勃発序盤から反乱軍は劣勢であり、この期間には、反乱軍の主軸となっていた大将の畠山晴俊以下、温井続宗、神保総誠（綱誠）、三宅総広らが戦死するほか、三宅一族の三宅綱賢が義綱方に転じるなど、反乱軍は甚大な被害を被り、一旦加賀へ退去した。

### 1558年夏～1559年
同年7月、残党の温井綱貞らが再び能登へ侵攻する。更に9月には義綱軍の山田左近助が温井方へ寝返るが、綱貞・三宅俊景の戦死により、反乱軍は撤退を余儀なくされた。

### 1559年～1560年初
1559年3月には一向一揆を率いて再び攻め込むが長続連により撃退され、反乱軍は押水まで後退。永禄3年（1560年）頃になると温井残党は能登から一掃され、ほぼ義綱方の勝利で内乱は終息を迎えた。生き残った温井孝景、三宅慶甫、三宅綱久らは降伏したものとみられる。